# Ør (Slesvig)
 For alternative betydninger, se Ør. (Se også artikler, som begynder med Ør)
Ør  eller Øre  (på tysk Öhr eller Oehr) var en cirka 11 hektar stor halvø (øre) ved Sliens vestlige bred ved Slesvig by-Frederiksberg i Sydslesvig i den nordtyske delstat Slesvig-Holsten. Navnet er afledt af det danske øre. Arealet blev første gang nævnt i 1654. Stedet kaldtes også for hellig Ør. Ifølge legenden var det her, hvor Ansgar i 826 begyndte sin missionsarbejde ved at døbe vikingerne i Slien. Under 2. Slesvigske Krig var der anlagt en dansk skanse på halvøen for at forsvare Dannevirkestillingen .
Syd for halvøen lå en lille indbugtning (Odderkule), som dannede grænsen mellem Frederiksberg og Bustrup. Nord for lå et lille nor (Teglnor). I forbindelse med anlæggelsen af byens nye omfartsvej (Bundesstraße 76) i 1957/1961 blev Teglnoret opfyldt og Øret mistede status som halvø. 